# J. Michael Mendel
Pour les articles homonymes, voir Mendel.
 (novembre 2019).
Si vous disposez d'ouvrages ou d'articles de référence ou si vous connaissez des sites web de qualité traitant du thème abordé ici, merci de compléter l'article en donnant les références utiles à sa vérifiabilité et en les liant à la section « Notes et références ».
J. Michael Mendel, né le 24 septembre 1964 à Radford en Virginie (États-Unis) et mort le 22 septembre 2019 à Studio City en Californie[réf. nécessaire],  est un producteur de télévision américain. 
Il a remporté quatre Primetime Emmy Awards pour son travail sur les séries Les Simpson et Rick et Morty.

## Biographie
Mendel a d'abord travaillé à la télévision alors qu'il était étudiant à l'Université de Syracuse, en tant qu'assistant de production pour All My Children and Loving pendant ses vacances d'été. 
Après avoir obtenu son baccalauréat en sciences en production télévisuelle et cinématographique à Syracuse, il a travaillé avec James L. Brooks et Gracie Films sur Broadcast News , Big et The Tracey Ullman Show. Lorsque Tracey Ullman's The Simpsons short ont été essaimé dans leur propre série, Mendel a rejoint son personnel en tant que producteur de l'émission, au service de la saison 1 à la saison 10 . Pour son travail sur Les Simpson, Mendel a remporté trois Primetime Emmy Awards pour son programme d'animation exceptionnel en 1995, 1997 et 1998 pour "Le Mariage de Lisa", "La Phobie d'Homer" et "Vive les éboueurs". 
Après avoir quitté Les Simpson, Mendel a produit des émissions telles que The PJs, The Oblongs, Drawn Together, Sit Down, Shut Up et Napoleon Dynamite. En 2013, il a rejoint Rick et Morty, où il a remporté son quatrième Emmy Award pour l'épisode " Pickle Rick " en 2018.
À la suite de son décès, un hommage lui est rendu à la fin du générique du premier épisode de la saison 4 de Rick et Morty. Puis, plus tard, à la fin de chaque épisode de la saison 6.

## Filmographie

### Cinéma
- 1996 : Jerry Maguire

## Récompenses et nominations

### Récompenses
- 1995 : meilleur programme d'animation pour l'épisode Le Mariage de Lisa de la série Les Simpson
- 1997 : meilleur programme d'animation pour l'épisode La Phobie d'Homer de la série Les Simpson
- 1998 : meilleur programme d'animation pour l'épisode Vive les éboueurs de la série Les Simpson
- 2018 : meilleur programme d'animation pour l'épisode Rick-ornichon de la série Rick et Morty

### Nominations
- 1996 : meilleur programme d'animation pour l'épisode Simpson Horror Show VI de la série Les Simpson
- 1999 : meilleur programme d'animation pour l'épisode Fiesta à Las Vegas de la série Les Simpson
- 1999 : meilleur programme d'animation pour l'épisode He's Gotta Have It de la série Les Stubbs